# 은밀한 방문자
"은밀한 방문자"는 2015년에 개봉한 대한민국의 영화이다.

## 캐스팅
- 박재훈 : 영민 역
- 곽지은 : 지연 역
- 이설구 : 창수 역
- 이유진 : 희수 역
- 이진목 : 용태 역
- 유라희 : 모델 1 역
- 유연비 : 모델 2 역
- 한경화 : 모델 3 역
- 조아라 : 분장 역
- 유영준 : 조연출 역
- 손재헌 : 레스토랑 직원 역